# Macizo de Larancagua
A Macizo de Larancagua egy rétegvulkán az Andokban, Bolíviában. Turcótól nyugatra terül el. Andezitből és dácitból áll. Az utolsó kitörés ideje ismeretlen, de legtöbbször a holocénre teszik.